# Salganea nigrita
Salganea nigrita är en kackerlacksart som först beskrevs av Stoll 1813.  Salganea nigrita ingår i släktet Salganea och familjen jättekackerlackor. Inga underarter finns listade i Catalogue of Life.